# Tokyo Alien Bros.
Tokyo Alien Bros. (トーキョーエイリアンブラザーズ, Tōkyō eirian burazāzu) est un seinen manga de Keigo Shinzō, prépublié dans le magazine Monthly Big Comic Spirits entre juin 2015 et janvier 2017 et publié par l'éditeur Shōgakukan en un total de trois volumes reliés. La version française est éditée par Le Lézard noir.
Une adaptation en série télévisée japonaise de dix épisodes est diffusée sur Nippon Television entre juillet et septembre 2018.

## Personnages
les personnages principaux son  natsutarô et fuyunosuke deux frère aliens 

## Manga
Tokyo Alien Bros. est scénarisé et illustré par Keigo Shinzō. Le manga est prépublié dans le magazine Monthly Big Comic Spirits entre le 27 juin 2015 et le 27 janvier 2017,. L'éditeur Shōgakukan publie la série en un total de trois volumes reliés sortis entre le 12 février 2016 et le 10 mars 2017. La version française est éditée par Le Lézard noir en trois volumes sortis entre le 4 mai 2017 et le 19 janvier 2018.

### Liste des volumes
| no | Japonais        | Japonais          | Français        | Français          |
| no | Date de sortie  | ISBN              | Date de sortie  | ISBN              |
| -- | --------------- | ----------------- | --------------- | ----------------- |
| 1  | 12 février 2016 | 978-4-09-187450-4 | 4 mai 2017      | 978-2-353-48105-7 |
| 2  | 7 juillet 2016  | 978-4-09-187667-6 | 2 novembre 2017 | 978-2-353-48106-4 |
| 3  | 10 mars 2017    | 978-4-09-189390-1 | 19 janvier 2018 | 978-2-353-48107-1 |

## Série télévisée
Une adaptation en série télévisée japonaise de dix épisodes est diffusée sur Nippon Television entre le 23 juillet 2018 et le 24 septembre 2018,,. La série est réalisée par Michael Arias et Shintaro Sugawara sur un scénario de Shō Kataoka, avec Kei Inoo dans le rôle de Fuyunosuke et Shōta Totsuka dans le rôle de Natsutaro.

## Distinctions
Le premier tome de la série est nommé en sélection officielle du Festival d'Angoulême 2018.